# We'll Be Alright
We'll Be Alright è un brano musicale di Travie McCoy, pubblicato come terzo singolo estratto dall'album Lazarus, suo lavoro di debutto. La canzone è stata prodotta da The Smeezingtons e Stereotypes e scritta da Travis McCoy, Bruno Mars, Philip Lawrence, Ari Levine, Jonathan Yip, Ray Romulus, Jeremy Reeves. Il brano utilizza un campionamento di Alright del gruppo britannico Supergrass.

## Tracce
Promo CD
1. We'll Be Alright -  3:17

## Classifiche
| Classifica(2010)                         | Posizione più alta |
| ---------------------------------------- | ------------------ |
| Belgio (Fiandre)                         | 6                  |
| Belgio (Vallonia)                        | 9                  |
| Paesi Bassi                              | 82                 |
| Nuova Zelanda                            | 14                 |
| UK Singles (The Official Charts Company) | 193                |